# Szeretetláng mozgalom
A Szeretetláng olyan magyar alapítású katolikus lelkiségi világmozgalom, amely a Római katolikus egyház tanítását vallva megvalósítani igyekszik az úgynevezett Szeretetláng Lelkinaplóban rögzített tanításokat.

## Az alapító élete és a kezdetek
Kindelmann Károlyné Szántó Erzsébet 1913. június 6-án született Kispesten a (a későbbi Wekerletelep területén), Szántó József és Mészáros Júlia Erzsébet házasságából, hatszori ikerszülést követő tizenharmadik gyermekként. A Kispesti Főplébánián keresztelték meg június 13-án. 1925-ig bezárólag minden szülője és testvére (testvérei közül kilencen influenzajárványban, egy diftériában, ketten balesetben) meghalt. 11 éves korában már el kellett látnia önmagát.
Sok gyermekkori nélkülözés és megpróbáltatás után a Krisztus Király egyházközség plébánosa szép énekhangjára felfigyelve beajánlotta az egyházközség énekkarába. Itt ismerkedett meg a nála 35 évvel idősebb özvegy Kindelmann Károllyal, aki harmadrendi ferences volt. A férfi megkérte a kezét és 1931. május 25-én házasságot kötöttek. 1932 és 1942 között hat gyermekük született. Az egész család segített a rászorulókon, imádságos életet éltek, rendszeresen jártak misére és imádkozták a rózsafüzért is. Kindelmann Károly 1945. április 25-én, Húsvét vasárnap délután 3 órakor hunyt el. Ekkor Erzsébet 32 éves volt.
1946-ban Kármelhegyi Boldogasszonyról nevezett Jolánta rendi néven harmadrendi karmelita lett a budapesti Huba utcai Kármelben. 1948-tól a „B-listázás” és a „klerikális beállítottság” miatt (nyíltan vállalta katolikus hitét, gyermekeit beíratta hittanra, és nem volt hajlandó aláírni a Mindszenty József hercegprímás elleni ívet) újabb megpróbáltatások vártak az egész családra. 1961-re minden gyermeke önállóvá vált, és ez évben kapta az „Égi megbízatást”. 1962. április 13-tól haláláig kinyilatkoztatásokat kapott az Jézustól és Szűz Máriától, melyeket lelki naplójában jegyzett föl.
1962-től 1963-ig a Budapesten (Pesthidegkúton) lévő otthonukhoz tartozó kert egyik lányának eső hányadára, egy-két önkéntes mesterember segítségével saját kezűleg épített fel egy remetelakot, a Kisházat, ami kb. 16 m2 alapterületű volt. Nagy hidegek kivételével ezen a helyen élt, imádkozott, és sok kinyilatkoztatásban volt része. A bejáratból kifelé nézve jobbra, 3-4 méterre egy lourdes-i barlangocska (grotta) állt, egy gránitból faragott Szűzanya szoborral, előtte egyszerű kis kertecskével. Erzsébet éjszaka és kora reggel imádkozott, nappal pedig a családjáról gondoskodott. 1985-ben bekövetkezett halálát követően a szülői házban lakó lányáék a Kisházat a lourdes-i barlanggal együtt ismeretlen okokból lebontották, és még a nyomait is elsimították.
A Szeretetláng lelkisége viszont tovább terjedt. Már Erzsébet életében elkezdődött a közös engesztelés – közös imaóra keretében – az otthonokban és a templomokban, családokban és imacsoportokban. 1984-ben, Erzsébet utolsó lelki vezetőjével indult először a hívek egy kis csoportja „Szeretetlángot gyújtani”. Az ország különböző városainak, falvainak plébániáira hívták őket, és mind többen csatlakoztak hozzájuk.
Ma már több száz imacsoportban több ezren végeznek engesztelést a Szeretetláng szellemében. Ebben segítségükre van az „Engesztelő imaóra” című füzet is.
Erzsébet 1985. április 11-én hunyt el Törökbálinton, egy támogatói által biztosított szobában. Halála helyén kápolnát emeltek a Szeretetláng Királynőjének tiszteletére, amely 11 évnyi előkészítés és egy év építkezés után 1997 nyarán készült el. Az oltárba Szent Fausztina nővér csontereklyéje került.

## A Szeretetláng Lelkinapló
A Szeretetláng üzeneteket és tanításokat Erzsébet mindig lelke „bensőjében” élte meg. Ennek ellenére mégis világosan tudta, hogy ki az, aki beszél, sőt azt is „látta”, hogy az Égiek tekintete szomorú, vagy derűs volt. A misztikus irodalom ezt a jelenséget értelmi látomásnak nevezi. Mária-jelenésnek azért nevezik, mert a Szeretetláng kegyelmét az Istenanya esdte ki a Mennyei Atyától. Erzsébet az Úr Jézus és olykor a Szűzanya kérésére írta le az égi közléseket.
A Szeretetláng üzeneteit elsődlegesen 4 db A/4-es napló tartalmazza (3 spirálos, 1 db gerincsapkázott). A négy napló Erzsébet halálát követően utolsó lelkivezetőjéhez került, aki 1992-ben egy lelki leányával elküldte Dr. Takács Nándor székesfehérvári megyéspüspökhöz kivizsgálás végett. Három év elteltével a lelki leány elhozta a naplókat a püspöktől, melyet máig közösségében őriz, egy pap felügyelete alatt. A napló első három spirálfüzet kötetéből Erzsébet egy másolatot is készített. Ez lett az ötödik napló, ami egy Mirjam nevű zongoraművészhez került.
A napló nem folyamatosan lett vezetve, pl. 1983-ban került leírásra az 1962-ben adott Üdvözlégybe mondandó Szeretetláng könyörgés. Néhány üzenet, tanítás pedig egyáltalán nem került leírásra, melyeket Erzsébet égi közlésekként mesélt el munkatársaival való beszélgetései során. Ezek közül néhány feljegyzésre került általuk pl. a „Szeretetláng hevében” c. könyvben.
A Szeretetláng Lelkinapló az összes világnyelven olvasható, még kínaiul is. A Lelkinaplóban leírt üzenetek hatására lelki mozgalmak jöttek létre szerte a világon, püspöki, bíborosi jóváhagyással. A napló szerint a Szűzanya imát és áldozathozatalt kér a Szeretetláng kiáradásáért, valamint azt, hogy Gyertyaszentelő Boldogasszony napját a Szeretetláng szellemében ünnepeljék az ország nyolc legnépesebb kegyhelyén és az ország szívében, a Szűzanya tiszteletére szentelt négy templomban. Ez a kérés 2011. február 2-án, Gyertyaszentelő Boldogasszony ünnepén teljesült először.

### Részletek a Lelkinaplóból
(Szűz Mária üzenetei):

„Leányom! Vedd e Lángot, melyet neked nyújtok először. Ez Szívem Szeretetlángja. Gyújtsd meg vele a tiédet és add tovább!
E kegyelemmel teljes Lánggal, melyet Szívemből adtam nektek szívről szívre járva, gyújtsátok meg mindenkiét s annak fénye megvakítja a sátánt. Ez az összetartó szeretet tüze. Veletek összefogva mentelek meg benneteket. Egy új eszközt szeretnék a kezetekbe adni. Nagyon kérlek benneteket, fogadjátok megértéssel…”

– 1962. III. 13.

„Én, a Hajnal Szép Sugara megvakítom a sátánt!””

– 1963. V. 19.

## A mozgalom nemzetközivé válása
1963. augusztus 4-én Erzsébet lélekben felszólítást kapott, hogy a Szent Szűz üzenetét és ajándékát juttassa el az illetékesekhez. Első római útjára 1976. február 17-én gyóntatója, Kosztolányi István, a Budapesti Hittudományi Akadémia professzora és Fuhrmann Ernő pápai kamarás segítette és kísérte el, hogy átadják VI. Pál pápának és a Rómában élő bíborosoknak a Szeretetláng üzenetét és mibenlétét. Indulás előtt Erzsébetnek az Úr Jézus kérésére negyven napig kellett kenyéren és vízen böjtölnie. Rómában a sokak által ismert és tisztelt Mester István prelátus kalauzolta a zarándokokat. Erzsébet Rómában diktált kéziratát a pápa átvette, többlet anyagot kért, de kézbesítve lett negyven bíborosnak is, köztük az éppen Rómában tartózkodó Lékai Lászlónak.
Róna Gábor jezsuita szerzetest a negyvenes években rendje Dél-Amerikába küldte tanulni. A rendek 1950-es feloszlatása után azonban a fiatal pap Ecuadorban maradt. 1980-ban hazalátogatott, s egy Szeretetlángról szóló könyvecske került a kezébe. Indíttatást érzett arra, hogy spanyol nyelvre lefordítsa a Naplót. Ecuadori szolgálatának utolsó éveiben (1985-86-ban) ez meg is történt. Hatására Ecuadorban, Mexikóban, Argentínában, Chilében, Costa Ricában, Kubában, Peruban, Salvadorban, Uruguayban, az USA-beli Floridában és Puerto Ricóban, valamint Brazíliában tömegek csatlakoztak a Szeretetlánghoz, de Kanadában is több imacsoport jött létre, rajtuk keresztül pedig francia Közép-Afrikában is megalakultak Szeretetláng-csoportok.
Bernardino Echeverria Ruíz ecuadori bíboros 1996-ban levélben kérte a Szentszéktől a Szeretetláng Mozgalom egyházi jóváhagyását. A Pápai Államtitkárság 1997-es válaszában pozitívan nyilatkozott a Szeretetláng lelki mozgalom célkitűzéseiről.
1999. július 12–25 között rendezték meg az első Nemzetközi Szeretetláng Konferenciát Mexikóvárosban, amelyen Bernardino Echeverria Ruíz ecuadori bíboros, mint a Szeretetláng Lelkiségi Mozgalomnak a Szentszék által megbízott nemzetközi vezetője elnökölt. A konferencián öt ország meghívottai vettek részt. Azóta évente rendezik meg a találkozót.
A Szeretetláng Mozgalom ma már az egész világon elterjedt, különösen Dél-Amerikában, a legjobban Brazíliában, ahol több mint 120 városban és helységben vannak Szeretetláng imacsoportok. 2002-ben a világtalálkozót is itt rendezték meg.
Zsoldos Imre, az verbita szerzetes, a tajvani egyetem tanszékvezető nyilvános rendes tanára 25 éves misszionáriusi munka után Magyarországon töltött egy hónapot. Ekkor találkozott a világhírnevet befutott Szeretetláng kiválasztottjával, Erzsébet tel, pesthidegkúti, maga építette kis otthonában. A találkozás nagy hatással volt rá. Lefordította kínaira a Szeretetláng Naplót, ami több kiadást ért meg, sok kínai keresztény lelki életét gazdagítva.

## A mozgalom egyházi jóváhagyása Magyarországon
Magyarországon 2009. június 5-én Erdő Péter bíboros érsek hagyta jóvá a mozgalmat:

„Jelen soraimmal a Krisztushívők jogi személyiséggel rendelkező egyházi magántársulásaként az Esztergom-Budapesti Főegyházmegyében megalapítom a Mária Szeplőtelen Szívének Szeretetlángja Mozgalom Társulást. Egyben jóváhagyom a főegyházmegye területére nézve is a társulás 2008. augusztus 15-én, a brazíliai Sao Paulóban elfogadott és 2008. december 11-én a mexikói Hermosillói Főegyházmegyében jóváhagyott szabályzatát. A társulás életére és munkájára Isten bőséges áldását kérem. Szolgáljon működésük hazánk lelki megújulására!””

– 494-1/09 sz. Jóváhagyási Dekrétum

Június 6-án (Erzsébet születésnapján) Kispesten, a Jézus Szíve Plébánián rendezték meg a X. Országos Szeretetláng Találkozót, ahol Erdő Péter bíboros kihirdette a „Mária Szeplőtelen Szívének Szeretetlángja Mozgalom” jóváhagyását:

„A Szeretetláng mozgalom kezdeményezője, Erzsébet Lelki Naplóját hamarosan – szerkesztett változatban –, egyházi jóváhagyással közreadjuk. A jóváhagyás nem jelenti, hogy ezzel bármilyen magánkinyilatkoztatás tényét hitelesítenénk ünnepélyesen. Azt azonban jelenti, hogy azoknak az üzeneteknek a tartalma, amelyek a kiadványba bekerülnek, megfelel a katolikus hit igazságainak. … Mivel a Szeretetláng Mozgalom az utóbbi évtizedekben világszerte elterjedt, Brazíliában, Mexikóban, de még Tajvanon is imaközösségek alakultak és a hívők olyan magántársulásai, amelyeket a helyi püspök jóváhagyott, különös öröm a számunkra, hogy ennek a lelkiségnek a születési helyén, hazánkban is elismerhetjük ezt a mozgalmat. Hosszú évekig tartott a Lelki Napló teológiai átvizsgálása. Kapcsolatban voltunk a Mozgalom külföldi vezetőivel és tagjaival is. Meghallgattuk olyan lelkipásztorok véleményét, akik tanúsíthatták, hogy milyen gyümölcsöket terem az életben ez a lelkiség. Így érkeztünk el – hitem szerint a Gondviselés akaratából – arra a pontra, hogy hazánkban is elismerhetjük a mozgalmat.”

2010-ben Nihil obstat- és Imprimaturral a Szent István Társulatnál megjelenhetett a teljes Lelki Napló kritikai kiadása. A megjelent, teológiailag ellenőrzött és engedélyezett Lelki Naplóhoz is a magyar katolikus egyházfő írt Előszót, hangsúlyozva, hogy a mozgalom, „amely a világon számos egyházmegyében püspöki elismeréssel működik, és keletkezésének helyén, itt, Magyarországon is elevenen él, hitelesen katolikus lelkiséget és Mária-tiszteletet hordoz.”

## A Szeretetláng Lelki Mozgalom
A Szeretetláng Lelki Mozgalom alapja az Evangéliumon, az Egyház tanításán és Kindelmann Károlyné Szántó Erzsébet Lelki naplója hármas „pillérén” áll, mindenkor szem előtt tartva az egyházi hierarchia útmutatását és döntését. Vallják, hogy a Szeretetláng olyan Szűz Mária szívéből induló kegyelmi kiáradás, melyet az Istenanya esdett ki a Mennyei Atyától, ami a gonosz lélek hatalmát megtöri, s így elősegíti a hívő lelki növekedését és megerősíti az üdvösség felé vezető úton (különösen halála óráján), a halál után pedig megtisztulásának folyamatát gyorsítja. Ugyanakkor a Szeretetláng maga Jézus Krisztus.

### Célok és eszközök
A mozgalom céljai, melyek megvalósítását az Egyház hagyományos eszközeiben látják:
- Az életszentség (katolikus hitelvek alapján való) elérése és a Jézussal való benső egyesülés. Eszközei többek között: szentségek rendszeres vétele, szentmise, szentségimádás, állapotbeli kötelességek teljesítése, imádság, böjt, önmegtagadás, áldozathozatal, a vágyak kordában tartása, a nyelv megfékezése, elcsendesülés, virrasztás a tisztítótűzben szenvedő lelkek kiszabadításáért és a Szeretetláng kegyelmi kiáradásáért, az irgalmasság cselekedeteinek gyakorlása, életfelajánlás.
- Magyarország és az egész világ újraevangelizálása. Eszközei többek között: rendszeres rózsafüzér imádság (a Szeretetláng egyetemes könyörgésével bővítve), jó példa, apostolkodás a lelkek megmentése, a családok és papok megszentelődése érdekében.
- A lelkek megmentése, harc a gonosz ellen, minden ember bűneinek jóvátétele engesztelés által. Eszközei többek között: bűnbánat, alázatosság, engedelmesség, bizalom Istenben.
- Szűz Mária Szeplőtelen Szíve titkának, vagyis a tökéletes Isten- és emberszeretetnek a megélése és kinyilvánítása.

### A tagság
A magyarországi Szeretetláng Lelki Mozgalom tagjának számít regisztráció nélkül is, aki katolikus hite gyakorlása mellett a Szeretetláng Üzenetek és így a mozgalom hitelét, tisztaságát és célját elfogadja és életpéldájával valóra váltani igyekszik azokat, és lehetőség szerint bekapcsolódik valamely magyarországi szeretetláng-közösség életébe. A megvalósítás során a „Szűzanya lélekmentő szándékára” egyénileg vagy közösségben a rózsafüzért rendszeresen imádkozza és az Üdvözlégyekbe vagy a tizedek után hozzáfűzi a Szeretetláng egyetemes könyörgését ilyen formában:
Üdvözlégy Mária… imádkozzál érettünk bűnösökért és áraszd szeretetlángod kegyelmi hatását az egész emberiségre, most és halálunk óráján! Ámen.
vagy a tizedek végén:
Szűzanyánk, áraszd szeretetlángod kegyelmi hatását az egész emberiségre, most és halálunk óráján! Ámen.
A mozgalom vallja, hogy keretén belül, a Jézus és Mária Szíve szerinti engesztelést valósítják meg azok, akik egészségi és állapotbeli lehetőségeik figyelemben tartása mellett alkalmanként vagy rendszeresen böjtölnek, virrasztanak a tisztítótűzben szenvedő lelkek kiszabadításáért, illetve a Szeretetláng kegyelmi kiáradásáért.

### Tevékenysége
A mozgalomhoz csatlakozottak imaórája lelki olvasmánnyal kezdődik, majd rózsafüzért és egyéb imádságokat végeznek. A templomokban rendszerint a szentmise előtt tartják az engesztelés óráját közös rózsafüzérrel, valamint szentségimádással. Sok helyen havonta tartanak éjszakai virrasztást. A mozgalom rendszeresen szervez zarándoklatokat hazai és külföldi kegyhelyekre, illetve országos és nemzetközi kongresszusokat.